# Linn Creek (Misuri)
Linn Creek es una ciudad ubicada en el condado de Camden en el estado estadounidense de Misuri. En el Censo de 2010 tenía una población de 244 habitantes y una densidad poblacional de 72,08 personas por km².

## Geografía
Linn Creek se encuentra ubicada en las coordenadas 38°2′36″N 92°42′51″O / 38.04333, -92.71417. Según la Oficina del Censo de los Estados Unidos, Linn Creek tiene una superficie total de 3.39 km², de la cual 3.39 km² corresponden a tierra firme y (0%) 0 km² es agua.

## Demografía
Según el censo de 2010, había 244 personas residiendo en Linn Creek. La densidad de población era de 72,08 hab./km². De los 244 habitantes, Linn Creek estaba compuesto por el 98.77% blancos, el 0% eran afroamericanos, el 0% eran amerindios, el 0% eran asiáticos, el 0.82% eran isleños del Pacífico, el 0% eran de otras razas y el 0.41% pertenecían a dos o más razas. Del total de la población el 1.64% eran hispanos o latinos de cualquier raza.